# 臺灣對外關係史
台灣的對外關係，始於何時並不確定。經由人類語言學的考證，有學者提出台灣為西太平洋南島語系的源頭，亦即大部份南島民族是由台灣遷徙出去的，這大致上可以說是台灣對外關係的起點。1593年发生了日本豐臣幕府家臣原田孫七郎的台灣納貢事件。
1670年，台灣統治者鄭氏王朝鄭經與英國簽訂通商條約，是台灣的第一個正式外交條約。其后，台湾先后由清朝与日本统治，其涉外关系也融入了清朝及日本的外交当中。1945年日本投降，中华民国接管台湾。1949年，中华民国政府徹退台湾，其後經歷金門砲戰、退出聯合國、美國與之斷交。在美國制定台灣關係法後，確立美國第七艦隊肩負防衛台灣的重大使命，台灣主體性意識和台灣人民當家作主的民主精神開始興起。1984年，首度以中華台北名義參加洛杉磯奧運，並開始使用梅花旗取代青天白日滿地紅，此後對外關係開始以奧會模式為基準，並積極參與國際相關活動，维持至今。

## 史前時期

### 南島語系的源頭
1. 遷徙南洋（他加祿人、宿霧人、馬來人、爪哇人）
2. 遷徙中南半島（占婆人)
3. 遷徙馬達加斯加
4. 遷徙紐西蘭（毛利人）
5. 遷徙西太平洋諸小島

### 古中國
臺灣與古代中國的政治聯繫情況，學者間有不同解讀，但清康熙23年（1684年）以後納入大清帝國版圖是較無爭議的，但事實上所謂版圖指的是台灣西部地區，遲至1875年納入最後一個卑南廳，距離割日實僅二十年，清朝仍未統治大部分高山族原住民。
中國史書，包括《三國志·吳志》、《隋書·流求傳》及《文獻通考》中，有疑似臺灣的記載出現。例如《隋書·流求傳》記載：「流求國在海中，當建安郡東，水行五日而至。」中華人民共和國及部分學者主張這是臺灣與中國早期聯繫的證據，不過一些觀點主張沒有證據顯示這些文獻中描述的就是臺灣，部分學者則認為史書所記載的是琉球群島。
就歷史所載，澎湖群島在元朝統治時曾設澎湖寨巡檢司，而臺灣本土則在清康熙時方被納入大清帝國版圖。

### 日本
室町時代以來，日本人開始以高砂、高砂國、高山國稱呼台灣。
安土桃山時代文祿2年（1593年），豐臣秀吉派遣使者原田孫七郎諭令高山國納貢，但是因使者找不到可以傳遞文書給高山國的人而無功而返。
江戶時代慶長14年（1609年），德川家康任命有馬晴信曉諭土番納貢。元和2年（1616年），德川家康任命長崎代官村山等安征服台灣，等安以次子村山秋安率領2、3千人征台，為規模最大的一次，但因遭遇風災無功而返。寛永18年（1641年），鎖國制度完成，交流漸次減少。明治28年（1895年），大清帝國在甲午戰爭中戰敗，將台灣割讓給日本，台灣正式納入日本版圖。

## 清治時期
1684年，清朝於台灣設台灣道、台灣府等行政區劃或地方政府。因清朝採行鎖國政策，台灣本來與日荷西英等外國的頻繁貿易，也相同中斷，而此階段台灣所有貿易均來自國內各省。十九世紀中葉，中國國力日衰，鎖國政策遭到西方列強挑戰。多次戰敗後，中國簽訂多款通商條約。而與台灣有關的有：1858年之「天津條約」；規定台灣開放淡水及安平港為通商口岸、1863年，雞籠（今基隆）正式開港、1864年：打狗（今高雄）正式開港。這些外交條約除了規範通商口岸開設相關事務外，也設置了如打狗領事館等駐台外交機構，也出現洋行、幫辦。1867年，因羅妹號事件美國駐廈門領事李仙得與排灣族族長卓杞篤締結《災難救助條約》，則是台灣外交關係的新葉。 
19世紀中期，台灣涉外關係除了官商來往之外，宗教事務也是其中很重要部分，這些藉由外交關係進行的傳教事務，如英國長老會馬雅各開始在台灣南部傳教及加拿大長老會差會的馬偕淡水傳教，都影響台灣甚鉅。 
1874年，日本出兵台灣。日本政府與清朝締結《北京專約》，清被迫承認日本的行動為保民之舉，给予难民抚恤及购买日军修筑之房舍道路共50萬兩。這次外交事件，促使清廷取消內地人民渡台耕墾禁令，台灣正式全面開放。

## 日治時期
1895年，台灣展開五十年之日治時期。日本在台統治機器－台灣總督府為了處理涉外關係，特地於總督府官署內設置「外事部」，負責全盤台灣的對外關係。雖然，日治時期初期之外交關係，仍與中國攸關，例如移民經商等事務。不過，各國均於台灣設置外交辦事處，以處理經商等事務。其中，也不少國家於台灣設置領事館。例如，1913年，鑒於台灣地位日漸重要，美國就將台灣的原辦事處升格為「台灣領事館」，而外交人員則為正領事。就廣義而言，1935年之臺灣博覽會呈現台灣外交史上的重大成果。包含中國、菲律賓、滿洲國、泰國等國都前來台灣設展。

## 中華民國時期
1945年，日治時期結束，中華民國政府開始於台灣行使統治權。1949年12月8日，中華民國政府遷徙至台北。1950年－1972年之間，以中華民國名義為主的台灣外交呈現蓬勃現象，但僅實際統治台澎金馬地區。台北市區或天母等地區，設有多處駐台灣之他國大使館與相關眷舍。

### 退出聯合國
自從中華民國於1971年被迫退出聯合國，世界各主要國家相繼和中華民國政府斷交，台灣的國際空間銳減。1979年中華民國與美國斷交，但台灣關係法正式生效。同一時期，台灣在經濟發展上漸有成績，中華民國政府漸漸轉向以經濟援助一些小型發展中國家以促進外交。此一時期為中國代表權再次失落時期，雖然海外僑胞仍然多支持中華民國，但國際局勢漸趨轉向認同中國大陸。此外國內本土意識高漲，加上「中華民國」稱謂在國際會議使用上一直被多方干擾，以致於「台澎金馬」、「台灣台北」、「台北方面」等不同稱謂倍出，讓國際媒體眼花撩亂，以致於後來終於不以「中華民國」為主要對外稱謂，而有醞釀改以「中華台北」的名義參與國際舞台的轉向。其中雷震提出《救亡圖存獻議》(1972)以更改國號為「中華台灣民主國」最受矚目。此獻議在當時並未受到官方回應，但多數主張在八〇年代與解嚴(1987)前後漸次獲得實現。

### 使用中華台北名義及解嚴後

梅花旗（中華奧林匹克委員會會旗）

- 1984年首度使用「中華台北」名義參加美國所舉辦的洛杉磯奧運。

#### 李登輝總統時期（1988年－2000年）
北京發生了六四天安門事件。而這個時候，以臺北為首都的中華民國政府開始推動「務實外交」政策，以取代蒋中正及蔣經國所主張的以「中華民國為中國唯一合法政府」的「漢賊不兩立」政策。
- 事實上這個時期的台灣對外關係與名義的使用上開始以奧會模式為中心，不再使用中華民國而是開始以中華台北名義參與大部份的國際組織，由於中華人民共和國當局極力阻撓中華民國政府在參與國際活動上中華民國國旗的使用，因此相當程度上，中華奧會所使用的梅花旗成為主要對外關係的旗幟，只是梅花中心的內容更換奧林匹克運動會的奧林匹克五環，而改用相關單位適合的標誌，可說是相當多元而不呆板。也因此青天白日滿地紅的旗誌日漸退出國際舞台，中華奧會所代表的梅花旗則逐漸成為代表台灣參與國際活動的新旗幟。

#### 陳水扁總統時期（2000－2008）
2002年加入WTO(世界貿易組織)。更在2008年總統任內發起「牽手護台灣、加入聯合國」的2008年台灣入聯公民投票，試圖以台灣名義加入聯合國，並透過公民投票向世界表達台灣強烈的公民訴求，但因為公投實質意義不大，最後未能通過。

#### 馬英九總統時期（2008－2016）
中國國民黨重新執政後，中華民國的外交政策改採取外交休兵的方式，兩岸關係以「不統、不獨、不武」為原則下進行協商交流。同年八月北京奧運，中華民國代表首度於中國大陸使用「中華台北」名義參賽。2009年加入WHA(世界衛生組織大會)。2010年6月与中國大陸簽定ECFA。
- 2013年菲律賓海巡武警謀殺台灣漁民，再次將台灣外交問題升級，台灣領海與經濟海域問題成為國際議題。緊接著釣魚台問題再次白熱化，鄰近港澳地區的東沙島、南海鄰近汶萊的太平島主權爭議繼續延燒，再次引爆台灣外交史的研究熱潮。
- 在外交政策方面，這個時期到目前為止主要分為三個階段：李登輝時期的南向政策，陳水扁時期的榮邦專案，馬英九時期的活路外交。

#### 蔡英文總統時期（2016－2024）
- 2016年6月27日，中華民國總統蔡英文訪問巴拿馬，“台灣總统”。
- 2017年5月17日，中華民國「亞東關係協會」更名為「台灣日本關係協會」。
- 2019年5月25日，隨著臺美關係提升，中華民國外交部於推特上指出，臺灣相應美國在台協會的機構「北美事務協調委員會」（Coordination Council for North American Affairs，CCNAA）將更名為「臺灣美國事務委員會」（Taiwan Council for US Affairs，TCUSA）。被視為臺美關係的重大進展與突破。[6][7]
- 2021年4月16日，美國總統拜登與日本首相菅義偉舉行會談後的《聯合聲明》提及，兩人強調台海和平與穩定的重要性，並鼓勵和平解決臺灣問題，同時也對香港和新疆維吾爾自治區人權狀況深感關切；這是自1969年以來美日兩國領袖的《聯合聲明》首次提到台灣。[8]。

## 外部連結
- 中華民國外交部